# Čopan ata

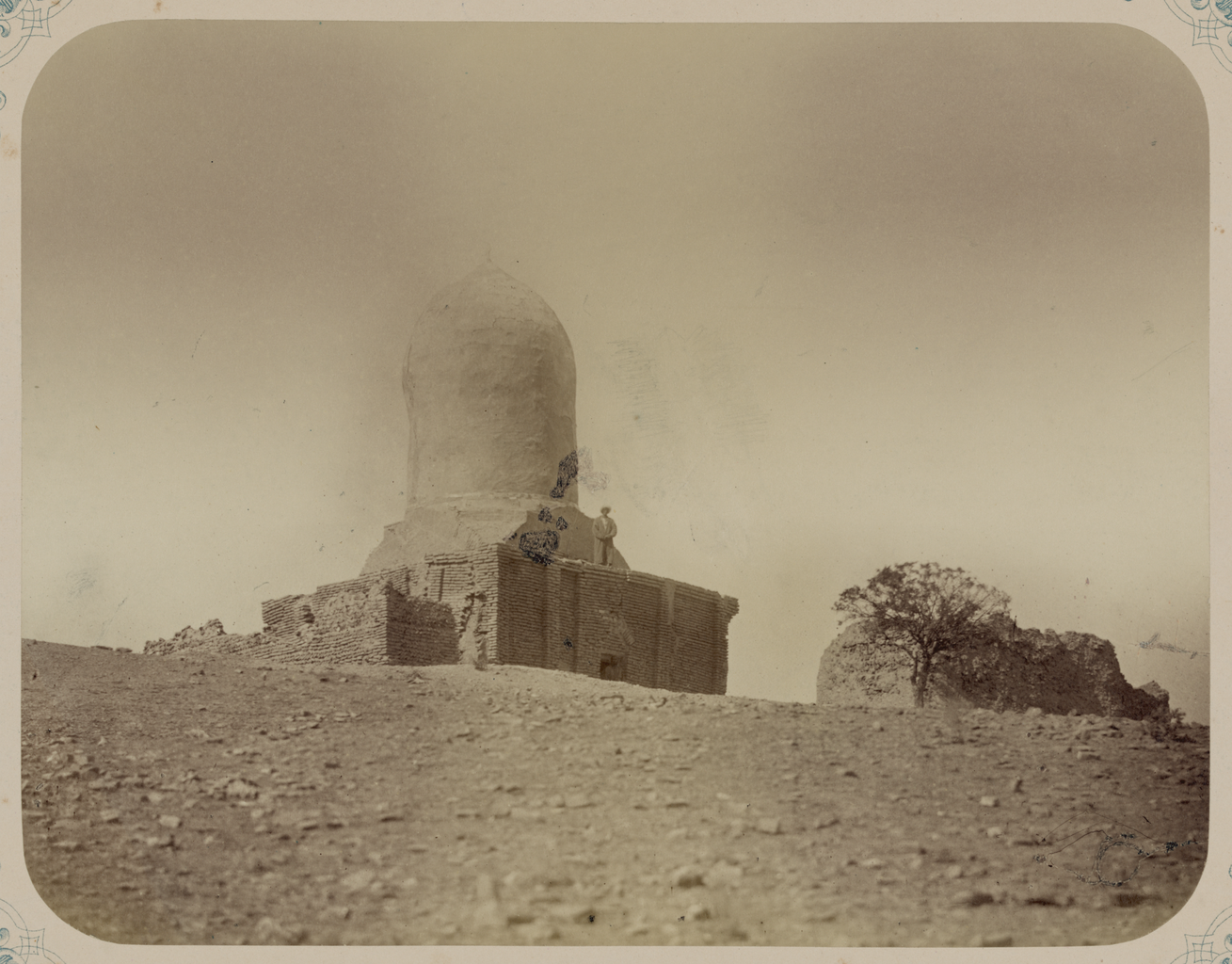
Chopan-Ata Mausoleum 1871–72

Čopan ata (türkisch: çoban ata, deutsch: Vater-Hirte), in persischen Quellen auch unter dem Namen Kūhak bekannt, ist eine Hügelgruppe in unmittelbarer Nähe von Samarkand an dem Südufer des Serafschan gelegen. Der Name könnte sich auch auf einen islamischen Heiligen beziehen, dessen Schrein sich auf einem Gipfel eines der Hügel befunden haben könnte. Ein sicherer Beleg für die Namensgebung vor dem 19. Jahrhundert ist jedoch nicht vorhanden.
Am 13. Mai 1868 starteten die Truppen des Khans von Buḫārā am Čopan ata den vergeblichen Versuch, die vorrückenden russischen Truppen unter General Konstantin Petrowitsch von Kaufmann zurückzudrängen. Am folgenden Tag wurde Samarkand jedoch erobert und gehörte von nun an zu Russland.